# Sul-africanos brancos
Sul-africanos brancos é um termo que se refere a pessoas da África do Sul, que são descendentes de europeus e que não consideram a si mesmos (ou que não são consideradas) parte de outro grupo racial, como os coloured, por exemplo.
Em termos linguísticos, culturais e históricos, os brancos do país são geralmente divididos em descendentes de colonos falantes língua africâner, principalmente neerlandeses, alemães e franceses (conhecidos como africânderes), e os descendentes de colonos de língua inglesa, principalmente britânicos e irlandeses. A população branca da África do Sul é dividida em 61% de falantes do africâner, 36% falantes do inglês e 3% que falam outra língua, como o português. Os sul-africanos brancos são, de longe, o maior grupo populacional descendente de europeus que reside na África.
Os brancos da África do Sul diferem significativamente de outros grupos africanos brancos, devido não só a sua população muito maior, mas porque eles desenvolveram uma nacionalidade, como no caso dos africânderes, que estabeleceram uma língua e uma cultura distinta no continente africano.
No começo da década de 1990, o número de brancos passou de cinco milhões, chegando ao seu auge por volta de 1995. Em termos de percentual na população dentro da África do Sul, por volta de 1904, 21% da população no país era de brancos, o maior número na história. Porém, a partir do final dos anos 90 e até o final dos anos 2000, o número de brancos na África do Sul declinou consideravelmente, antes de voltar a aumentar, em nível pequeno a partir da década de 2010. Entre 1995 e 2005, mais de um milhão de sul-africanos brancos deixaram o país, citando a violência como principal motivo, bem como uma suposta falta de oportunidades de emprego para os brancos. Mesmo assim, os sul-africanos brancos, mesmo com o fim do apartheid, ainda retém enorme poder econômico e influência, com índices de desemprego menor e renda melhor do que os negros.